# Metalurgs Lipawa (hokej na lodzie)
HK Liepājas Metalurgs (pol. HK Metalurgs Lipawa) – łotewski klub hokeja na lodzie z siedzibą w Lipawie.

## Historia
Zespół klubu występował w lidze łotewskiej oraz w ekstralidze białoruskiej. Drużyna juniorska klubu (Metalurgs) występowała w rosyjskich rozgrywkach juniorskich MHL-B.
Trenerami w klubie byli Władimir Safonow (2004-2005), Walerij Woronin (2004-2009 jako asystent, 2009-2013 główny trener).
Z uwagi na sytuację finansową w sierpniu 2013 władze klubu zdecydowały, że drużyna nie przystąpi do sezonu 2013/2014.

## Sukcesy
- Złoty medal mistrzostw Łotwy (7 razy): 2000, 2002, 2003, 2008, 2009, 2011, 2012
- Srebrny medal mistrzostw Łotwy (3 razy): 2001, 2006, 2010
- Brązowy medal mistrzostw Łotwy (3 razy): 2004, 2005, 2007
- Złoty medal Wschodnioeuropejskiej Ligi Hokejowej: 2002
- Puchar Łotwy: 2007, 2008
- Zwycięzca Baltic League (1 raz): 2000/2001